# Huub Smit
Huub Smit (* 16. Juli 1978 in Eindhoven, Niederlande) ist ein niederländischer Schauspieler.

## Leben
Smit besuchte in seiner Schulzeit das Gymnasium Christiaan Huygens College in Eindhoven. Aufgewachsen ist er in Eindhoven und den umgebenden Orten Best und Son en Breugel. Nach seiner Schulzeit studierte er an der Fontys Hogeschool voor de Kunsten Bildende Kunst mit dem Schwerpunkt Theater und Schauspiel.
Ab 2003 begann er seine Karriere. Anfangs arbeitete er für verschiedene Theaterproduktionen. Dem schlossen sich Statistenrollen in verschiedenen kleineren Produktionen – so für Schulungs- und Unterrichtsvideos – an. Privat nahm Smit an internationalen Inlineskating-Contests teil. Bekannt wurde er durch die Rolle des Richard Batsbak in der Fernsehserie New Kids, im daraus adaptierten Kinofilm New Kids Turbo und dessen Nachfolger New Kids Nitro.

## Filmografie (Auswahl)

### Fernsehen
- 2001: De Pulpshow
- 2007–2011: New Kids
- 2012: Van God Los
- 2013: Popoz
- 2019: Undercover
- 2023: Ferry (Netflix-Serie)
- 2024: Ferry 2 (Netflix-Film)

### Kinofilme
- 2010: New Kids Turbo
- 2011: New Kids Nitro
- 2013: Bros Before Hos
- 2017: Ron Goossens, Low Budget Stuntman
- 2018: #SuperBesteLehrerin (Superjuffie)
- 2020: De Oost
- 2021: Just Say Yes